# Timmy Flop: Versagen auf ganzer Linie
Timmy Flop: Versagen auf ganzer Linie (Originaltitel: Timmy Failure: Mistakes Were Made) ist ein Jugend- und Detektivfilm von Tom McCarthy, der im Januar 2020 beim Sundance Film Festival seine Premiere feierte und am 7. Februar 2020 in das Programm von Disney+ aufgenommen wurde. Der Film basiert auf der gleichnamigen Buchreihe von Stephan Pastis.

## Handlung
Der 11-jährige Timmy Flop (Original: Timmy Failure) glaubt, der beste Detektiv der Stadt zu sein, und leitet die „Totaler Flop Detektei“ Mit seinem Partner Total, einem 1.500 Pfund schweren Eisbären, und seinem Kumpel Rollo Tookus versucht Timmy, die Straßen von Portland sicherer zu machen und lösen scheinbar unlösbare Rätsel wie das Auffinden verlorener Rucksäcke. An der Schule muss sich Timmy mit seinem Lehrer und Erzfeind Mr. Crocus messen. Während er an einem Fall arbeitet, verschwindet das „Floppo-Mobil“, der Segway-Scooter seiner Mutter und seine Haupttransportquelle. Er interpretiert den Diebstahl als Teil eines geheimen Plans seiner Gegner und beginnt eine Suche, die ihn durch eine Reihe von Missgeschicken führt und letztendlich den Fortbestand seiner Detektei bedroht.

## Produktion

### Literarische Vorlage und Stab

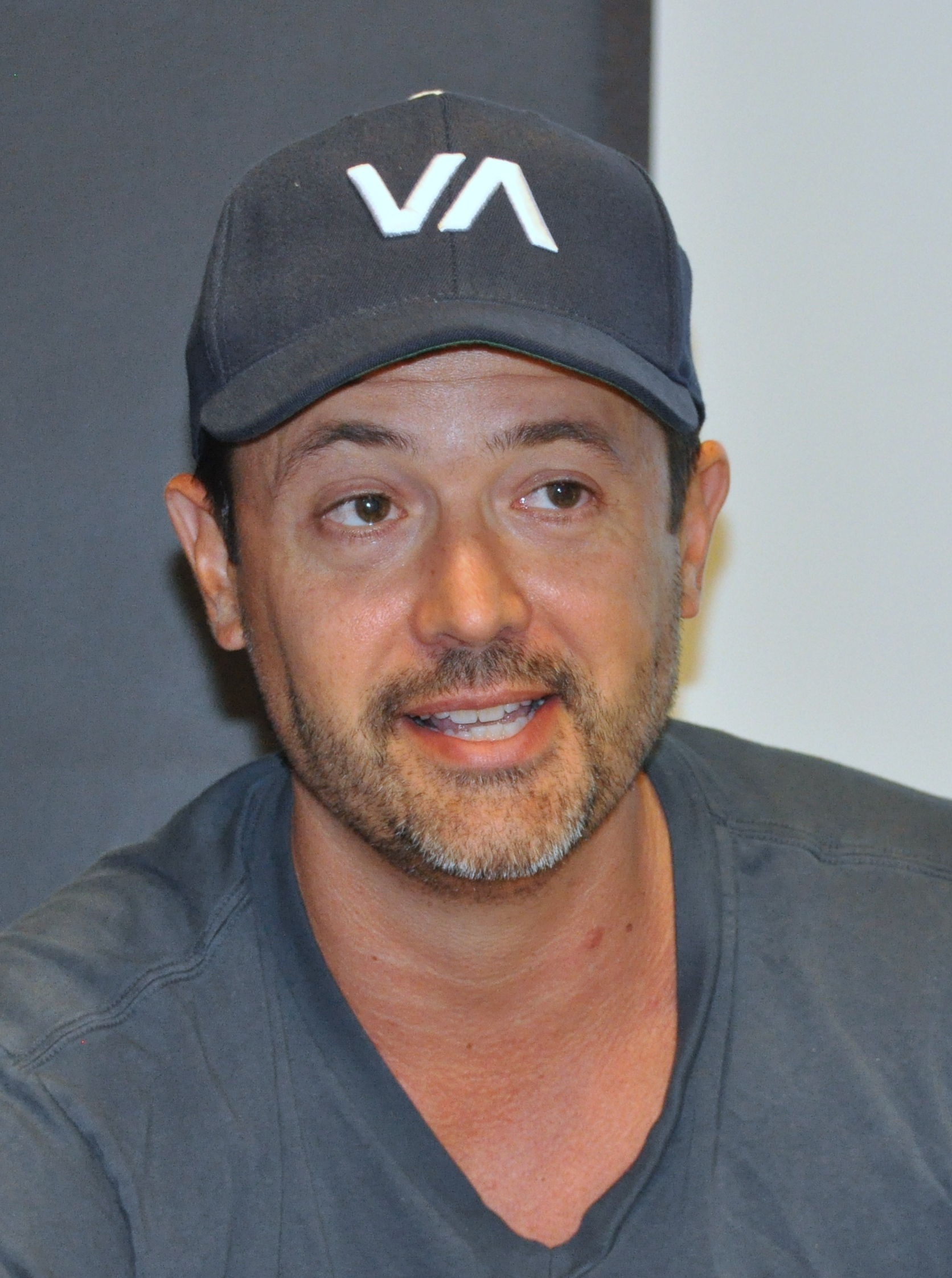
Der Film basiert auf der gleichnamigen Buchreihe von Stephan Pastis

Der Film basiert auf der gleichnamigen, sieben Bände umfassenden Buchreihe von Stephan Pastis, die zwischen 2013 und 2018 veröffentlicht wurde. Bei Mistakes Were Made, dem ersten Band der Buchreihe und titelgebend für den Film, handelt es sich um das erste Buch des US-amerikanischen Comiczeichners für jüngere Leser. Die Buchreihe erzählt von den Heldentaten eines jungen Detektivs und seines Eisbärenfreundes Total, die Verbrechen in ihrer Nachbarschaft aufklären. Pastis adaptierte auch sein Buch für den Film.
Regie führte, wie im April 2017 bekannt wurde, der Oscar-Preisträger Tom McCarthy.

### Besetzung und Dreharbeiten
Die Titelrolle von Timmy Flop wurde mit Winslow Fegley  besetzt. Ophelia Lovibond spielt dessen alleinerziehende Mutter Patty. Ai-chan Carrier übernahm die Rolle von Timmys Gegenspielerin Corrina Corrina.
Ab dem 27. Juni 2018 fanden die Dreharbeiten im kanadischen Surrey, British Columbia, statt, unter anderem in den Cloverdale Fairgrounds. Ein Filmset war ein Grenzübergang zwischen den Vereinigten Staaten und Kanada. Von Ende Juli bis Anfang September 2018 wurden die Dreharbeiten in Portland, Oregon, fortgesetzt.

### Filmmusik und Veröffentlichung
Die Filmmusik komponierte Rolfe Kent, der auch die Aufnahme dirigierte. Das Soundtrack-Album mit insgesamt 19 Musikstücken wurde am 7. Februar 2020 von Walt Disney Records als Download veröffentlicht.
Eine erste Vorstellung des Films erfolgte am 25. Januar 2020 beim Sundance Film Festival. Am 7. Februar 2020 wurde er in das Programm von Disney+ aufgenommen.

## Rezeption

### Kritiken
Der Film wurde bislang von 84 Prozent aller bei Rotten Tomatoes erfassten Kritiker positiv bewertet und erhielt hierbei eine durchschnittliche Bewertung von 7,0 der möglichen 10 Punkten.

### Auszeichnungen
Annie Awards 2021
- Nominierung für die Beste Figurenanimation in einem Realfilm (Anders Beer, Marianne Morency, Hennadii Prykhodko, Sophie Burie & Cedric Le Poullennec)[10]

VES Awards 2021
- Nominierung für die Beste visuellen Effekte in einer fotorealistischen Folge
- Nominierung als Beste animierte Figur in einer Folge („Total“)[11]

## Synchronisation
Die deutsche Synchronisation entstand nach einem Dialogbuch von Nadine Zaddam und der Dialogregie von Klaus Hüttmann im Auftrag der Berliner Synchron GmbH Wenzel Lüdecke.
| Darsteller           | Synchronsprecher   | Rolle                |
| -------------------- | ------------------ | -------------------- |
| Winslow Fegley       | Francis Fanselow   | Timmy Flop           |
| Ophelia Lovibond     | Kaya Marie Möller  | Patty Failure        |
| Kyle Bornheimer      | Florian Hoffmann   | Crispin              |
| Kei                  | Matti Östen Solvik | Rollo Tookus         |
| Wallace Shawn        | Freimut Götsch     | Frederick Crocus     |
| Chloe Coleman        | Valentina Bonalana | Molly Moskins        |
| Craig Robinson       | Sven Brieger       | Mr. Jenkins          |
| Caitlin Weierhauser  | Uschi Hugo         | Flo                  |
| Santiago Veizaga     | Elias Chamlali     | Gunnar               |
| Ai-Chan Carrier      | Isabell Reiß       | Corrina Corrina      |
| Ruby Matenko         | Elisa Reiß         | Maxine Shellenberger |
| Daniel Chai          | Björn Bonn         | Doktor               |
| Christopher Martinez | Paul-Lino Krenz    | Gabe                 |
| Nicole Anthony       | Ilka Willner       | Mrs. Novachek        |